# 카라 미아
《카라 미아》(타갈로그어: Kara Mia)는 2019년 방영된 필리핀의 드라마이다.